# Betsie Larkin
Elisabeth „Betsie“ Larkin ist eine amerikanische Singer-Songwriterin aus New York. Sie ist bekannt für ihre Kooperationen mit zahlreichen Trance-Produzenten.

## Leben
Bekannt wurde Larkin durch ihre Zusammenarbeit mit Ferry Corsten für den Song Made of Love. Zusammen mit Feel You wurde der Song auf Corstens Album Twice in a Blue Moon veröffentlicht. Made of Love wurde in Armin van Buurens Radiosendung A State of Trance von den Zuhörern zum fünftbesten Song des Jahres 2008 gewählt und kam auf Platz eins in der Episode 100 von Corstens Countdown. Der Song kam im April 2009 auch in die niederländischen Charts und erreichte dort Platz 33.
In der Folge arbeitete sie mit weiteren bekannten Trance-Produzenten wie ATB, Super8 & Tab und Lange zusammen. 2011 erschien die Single You Belong To Me, eine Kollaboration mit Bobina. Der Song erhielt ebenfalls große Unterstützung von verschiedenen DJs und wurde in Episode 495 von A State of Trance von den Zuhörern zum Future Favorite gewählt. Daneben arbeitete sie mit John O’Callaghan an zwei Songs für dessen Album Unfold.
Im September 2011 erschien ihr Debütalbum All We Have Is Now bei Black Hole Recordings. Ihre gleichnamige Debütsingle wurde von Super8 & Tab produziert.

## Diskografie

### Alben
- 2011: All We Have Is Now

### Eigenproduktionen
- 2008: You’re Mine

### Kooperationen
- 2008: Kenneth Thomas feat. Betsie Larkin – Stronger Creature
- 2009: Austin Leeds & Starkillers feat. Betsie Larkin – All the Way
- 2009: Ferry Corsten feat. Betsie Larkin – Made of Love
- 2009: Ferry Corsten feat. Betsie Larkin – Feel You
- 2009: ATB feat. Betsie Larkin – A New Day
- 2010: Super8 & Tab feat. Betsie Larkin – Good Times
- 2010: Lange feat. Betsie Larkin – All Around Me
- 2010: Anton Firtich feat. Betsie Larkin – Out of the Storm
- 2011: Bobina & Betsie Larkin – You Belong to Me
- 2011: John O’Callaghan & Betsie Larkin – Save This Moment
- 2011: John O’Callaghan & Betsie Larkin – Impossible to Live Without You
- 2011: Betsie Larkin with Super8 & Tab – All We Have Is Now
- 2011: Betsie Larkin with John O’Callaghan – The Dream
- 2012: Betsie Larkin & Sied van Riel – The Offering
- 2012: Ferry Corsten feat. Betsie Larkin – Not Coming Down
- 2012: Giuseppe Ottaviani & Betsie Larkin – Toys
- 2012: Bobina & Betsie Larkin – No Substitute for You
- 2012: Gabriel & Dresden feat. Betsie Larkin – Play It Back
- 2012: Betsie Larkin & Lange – Obvious
- 2013: Betsie Larkin & Solarstone – Breathe You In
- 2013: Betsie Larkin & Ferry Corsten – Stars
- 2013: Andy Moor & Betsie Larkin – Love Again
- 2013: Sydney Blu with JD & Betsie Larkin – Nightlight
- 2014: Betsie Larkin & Andy Moor – Not Afraid
- 2014: Lange & Betsie Larkin – Insatiable
- 2015: Armin van Buuren presents Rising Star feat. Betsie Larkin – Safe Inside You
- 2015: Paul van Dyk & Las Salinas - Love is (feat. Betsie Larkin)